# Mycomya richmondensis
Mycomya richmondensis är en tvåvingeart som först beskrevs av Frederick Askew Skuse 1890.  Mycomya richmondensis ingår i släktet Mycomya och familjen svampmyggor. Inga underarter finns listade i Catalogue of Life.